# 宝兴冠唇花
宝兴冠唇花（学名：Microtoena moupinensis）为唇形科冠唇花属下的一个种。

## 扩展阅读
- 維基物種上的相關：宝兴冠唇花